# Xã Argyle, Michigan
Xã Argyle (tiếng Anh: Argyle Township) là một xã thuộc quận Sanilac, tiểu bang Michigan, Hoa Kỳ. Năm 2010, dân số của xã này là 759 người.